# Полиэмбриония
Полиэмбриония — способ размножения организмов, когда идет развитие более одного зародыша из одной зиготы у животных или образование нескольких зародышей в одном семени у растений.
Слово образовано из др.-греч. πολύς — «многочисленный» и ἔμβρυον — «зародыш».

## Полиэмбриония животных
У животных различают специфическую (свойственную данному виду) полиэмбрионию и спорадическую, или случайную. Специфическая полиэмбриония встречается у животных различных системаческих групп (мшанок, насекомых, броненосцев и т. д.).
Её биологический смысл заключается в увеличении числа потомков, развивающихся из одной оплодотворенной яйцеклетки.
Спорадическая полиэмбриония вызвана воздействием случайных факторов и встречается у многих видов животных, в том числе у человека. В результате полиэмбрионии развиваются два организма, абсолютно идентичных по генотипам, но имеющих различия в фенотипе.

## Полиэмбриония растений
Бывает истинной и ложной. Истинная полиэмбриония — все зародыши развиваются в одном зародышевом мешке, ложная — в разных зародышевых мешках соответственно.